# Gran Premio dell'Emilia-Romagna 2022
Il Gran Premio dell'Emilia-Romagna 2022 è stata la quarta prova della stagione 2022 del campionato mondiale di Formula 1. La gara si è corsa domenica 24 aprile all'autodromo Enzo e Dino Ferrari di Imola, in Italia, ed è stata vinta dall'olandese Max Verstappen su Red Bull Racing-RBPT, al ventiduesimo successo in carriera; Verstappen ha preceduto all'arrivo il suo compagno di squadra, il messicano Sergio Pérez, e il britannico Lando Norris su McLaren-Mercedes.
Per Max Verstappen è il secondo Grand Chelem (pole position, giro veloce e vittoria del Gran Premio conducendo tutti i giri in testa) in carriera in Formula 1, dopo il Gran Premio d'Austria 2021, e il quarto hat trick (pole position, giro veloce e vittoria). L'olandese è il pilota più giovane di sempre a ottenere due Grand Chelem nella storia della categoria. All'edizione del Gran Premio hanno assistito 129 656 spettatori.

## Vigilia

### Aspetti tecnici
Per questo Gran Premio la Pirelli, fornitore unico degli pneumatici, offre la scelta tra gomme di mescola C2, C3 e C4, la tipologia di pneumatici che caratterizza la gamma centrale del genere di coperture messe a disposizione dall'azienda italiana. La Pirelli, alla vigilia di questa gara, annuncia allo stesso tempo gli pneumatici disponibili per i prossimi appuntamenti del campionato che vedranno, nell'ordine, la disputa dei Gran Premi di Miami, debuttante in questa stagione, Spagna e Monaco, tutti in programma nel mese di maggio.
La Federazione Internazionale dell'Automobile stabilisce una sola zona in cui può essere utilizzato il Drag Reduction System, ovvero sul rettilineo principale dei box, confermando la scelta stabilita per le due edizioni precedenti della gara del 2020 e 2021. Il detection point, ovvero il punto per la determinazione del distacco fra piloti, viene spostato rispetto al 2021: mentre prima era a 20 metri dalla Rivazza (curva 17), ora la distanza è stata arretrata a 385 metri da quest’ultima. L'autodromo Enzo e Dino Ferrari di Imola è uno dei pochi circuiti presenti nel calendario del campionato mondiale di Formula 1 dove è utilizzabile una sola zona DRS per l'apertura del dispositivo mobile.
La Federazione rende noto che al termine della gara del precedente Gran Premio d'Australia, tra le prime dieci vetture classificate è stata sorteggiata la Williams di Alexander Albon per le verifiche tecniche. Le ispezioni hanno riguardato tutta l'area dello sterzo, a partire dal piantone. Tutti i componenti ispezionati sono risultati essere conformi al regolamento tecnico.
A differenza dell'ultima edizione del 2021, il pannello luminoso numero 13 è stato spostato sulla destra a bordo pista del tracciato, dopo la suddetta curva. Un paletto viene installato al cordolo della curva 14, la prima della Variante Alta, mentre il doppio cordolo all'uscita della Variante Bassa (curva 19) viene esteso.
La Federazione rende noto che per tutta la durata dell'evento le squadre possono lasciare le gomme avvolte nelle proprie termocoperte e riscaldate con una temperatura massima di 30 °C per tutta la notte per ridurre al minimo eventuali problemi legati al freddo visto le basse temperature dell'ambiente.
Nella giornata del mercoledì, la Mercedes, la Red Bull e la Williams utilizzano uno dei coprifuochi concessi durante la stagione per effettuare le operazioni sulle proprie vetture. Nel caso della scuderia tedesca uno degli otto coprifuochi, mentre per la scuderia austriaca e quella britannica uno dei sei messi a disposizione. Le tre squadre non ricevono sanzioni.
Prima dell'inizio della sessione di prove libere del venerdì, sulla vettura di Carlos Sainz Jr. e Esteban Ocon viene installata la seconda unità relativa al motore a combustione interna, al turbocompressore, all'MGU-H e all'MGU-K. La terza unità dell'impianto di scarico per Sainz Jr. e la seconda unità dello stesso componente per Ocon. Sulla vettura di Alexander Albon viene installata la seconda unità relativa al sistema del recupero dell'energia e all'unità di controllo elettronico. Sulla vettura di Max Verstappen, Sergio Pérez e Kevin Magnussen viene installata la seconda unità relativa all'impianto di scarico, e sulla vettura di Pierre Gasly e Yuki Tsunoda la terza unità dello stesso componente. Tutti i piloti non sono penalizzati sulla griglia di partenza in quanto i nuovi componenti installati rientrano tra quelli utilizzabili nel numero massimo stabilito dal regolamento tecnico.
Prima dell'inizio della sprint, il direttore di gara designato per questo Gran Premio, il tedesco Niels Wittich, rende noto che le prove di partenza possono essere effettuate dopo l'uscita della pit lane dove è stata stabilita l'apposita piazzola.

### Aspetti sportivi
Il Gran Premio rappresenta il quarto appuntamento stagionale a distanza di due settimane dalla disputa del ritorno in calendario del Gran Premio d'Australia, terza gara del campionato. Il Gran Premio dell'Emilia-Romagna viene confermato nel calendario del campionato per la terza stagione consecutiva, sempre all'autodromo Enzo e Dino Ferrari di Imola, a differenza di altri Gran Premi aggiunti in corso d'opera al campionato 2021 per sostituirne a sua volta altri precedentemente annullati a causa della pandemia di COVID-19. È il trentesimo Gran Premio valido per il campionato mondiale a disputarsi sul circuito di Imola. Il Gran Premio viene inserito in pianta stabile nel calendario della stagione almeno fino al 2025 grazie al contratto siglato lo scorso mese di marzo. Sponsor del Gran Premio per questa edizione è, per la prima volta, la società svizzera produttrice di orologi Rolex, insieme all'indicazione di provenienza di un bene che ha origine in Italia, come nella denominazione della precedente edizione del 2021, la più lunga usata per un Gran Premio nella storia della categoria.
Presente nel calendario del campionato mondiale di Formula 1 fin dalla stagione 2020, quando la Federazione Internazionale dell'Automobile (FIA) fu costretta a stravolgere il calendario sostituendo numerosi Gran Premi precedentemente annullati a causa delle problematiche dettate dalla pandemia di COVID-19, il Gran Premio dell'Emilia-Romagna, dal nome della regione italiana dove ha sede l'evento, viene collocato dalla FIA per questa stagione nel mese di aprile, al quarto appuntamento del campionato. È la seconda volta, dopo la precedente edizione del 2021, che il Gran Premio viene disputato in questo mese ed è il primo Gran Premio della stagione a corrersi in Europa dopo le tre trasferte di inizio campionato in Medio Oriente, con il Gran Premio del Bahrein e con il Gran Premio d'Arabia Saudita, e in Australia con il Gran Premio omonimo. Grazie alla disputa del tradizionale Gran Premio d'Italia in programma a settembre all'autodromo di Monza, l'Italia ospita, come nella precedente stagione, due Gran Premi sul proprio territorio.
Il Gran Premio dell'Emilia-Romagna viene scelto, per la prima volta, come il primo evento, su tre in programma per questo campionato, insieme al Gran Premio d'Austria a luglio e il Gran Premio di San Paolo a novembre, penultima gara della stagione, dove il weekend di gara è caratterizzato dal format della Sprint, una gara di 100 km con scelta libera a livello di mescole di gomme e senza necessità di effettuare pit stop il cui risultato determina la griglia di partenza del Gran Premio. Fin dal suo debutto nella stagione 2020, il Gran Premio è oggetto per la terza stagione consecutiva di un format di gara diverso dall'edizione precedente. Quello dell'edizione del 2020 si svolse su due giorni, anziché normalmente su tre. Non furono infatti previste le due sessioni di prove libere del venerdì, bensì solo una, da tenersi il sabato mattina, seguita dalle qualifiche al pomeriggio e dalla gara la domenica. Quello dell'edizione del 2021 fu disputato nel tradizionale weekend di gara previsto su tre giorni.
La FIA, Liberty Media e i team prima dell'inizio del campionato raggiungono un accordo per aumentare il numero dei Gran Premi dove utilizzare il format della Qualifica Sprint, sperimentato nel 2021 nei Gran Premi di Gran Bretagna, Italia e San Paolo. Vengono proposti sei Gran Premi in totale, rispetto ai tre stabiliti nel campionato precedente. I Gran Premi scelti sono quelli di Bahrein, Emilia-Romagna, Canada, Austria, Olanda e San Paolo. Successivamente, dopo il veto dei top team alle sei prove, i quali chiedevano un incremento di spesa sul limite del budget cap, il promotore del campionato propone il dimezzamento delle gare precedentemente proposte, senza però trovare un accordo, il quale viene discusso nella F1 Commission di metà febbraio.
Il nome del format viene cambiato in Sprint e vengono ufficializzati tre Gran Premi dove esso prende luogo, quelli di Emilia-Romagna, Austria e San Paolo. Il sistema di punteggio da attribuire durante la Sprint, sempre valevole per le classifiche piloti e costruttori, viene modificato e comprende adesso i primi otto classificati, i quali nell'ordine ricevono 8, 7, 6, 5, 4, 3, 2 e 1 punto. Nel precedente sistema di punteggio solo i primi tre piloti classificati ottenevano punti, nell'ordine tre al primo, due al secondo e uno al terzo. Sempre a differenza del 2021, al vincitore della Sprint, che guadagna il diritto di partire dalla prima piazzola in gara, non è assegnata la pole position del Gran Premio, che quindi spetta al pilota più rapido in qualifica. Il weekend di gara di questo Gran Premio dove viene utilizzato il format della Sprint non varia rispetto al precedente campionato, prevedendo al primo pomeriggio di venerdì la prima sessione di prove libere, seguita dalle qualifiche che si disputano al tardi pomeriggio, cui stabiliscono la griglia di partenza della Sprint; al sabato mattina è prevista la seconda sessione di prove libere, seguita dalla Sprint al pomeriggio contraddistinta da una distanza di gara di 21 giri o massimo 60 minuti secondo regolamento, cui determina la griglia di partenza del Gran Premio; la gara è come di consueto programmata la domenica pomeriggio.
Questa edizione del Gran Premio dell'Emilia-Romagna, fin dal suo debutto nel calendario del campionato mondiale di Formula 1 nel 2020, è la prima in assoluto a vedere la presenza degli spettatori sulle tribune. Vengono venduti più di 130 000 biglietti per l'intero weekend di gara, stabilendo un nuovo record per l'autodromo Enzo e Dino Ferrari di Imola. Le prime due edizioni del Gran Premio, la prima nel 2020 corsa nel mese di novembre, e la seconda nel 2021 sempre in aprile, furono disputate a porte chiuse a causa delle problematiche dettate dalla pandemia di COVID-19. Viene stimato in 230 milioni di euro il ritorno economico per il territorio grazie alla disputa del Gran Premio, con due miliardi di telespettatori in 200 paesi collegati. Nel settembre 2021 la Variante Alta del circuito di Imola viene rinominata Curva Gresini in memoria di Fausto Gresini, pilota motociclistico e dirigente sportivo imolese, scomparso nei mesi precedenti per complicazioni legate alla COVID-19.
La FIA rilascia un comunicato dopo le critiche mosse da alcuni piloti verso la velocità tenuta dalla vettura di sicurezza nel precedente Gran Premio d'Australia, nell'occasione fornita dalla casa automobilistica inglese Aston Martin. La nota spiega che la funzione primaria della safety car non è la pura velocità, ma la sicurezza di piloti e degli ufficiali di gara. La velocità della vettura di sicurezza è generalmente dettata dal race control e non limitata dalla capacità dell'auto. L'impatto della velocità della safety car sulle performance delle auto che seguono è di secondaria importanza. Inoltre, dopo il tamponamento sfiorato tra il pilota giapponese dell'AlphaTauri, Yuki Tsunoda, e il tedesco della Haas, Mick Schumacher, in Australia sotto il regime di safety car, i tre giudici di gara, Eduardo Freitas, Niels Wittich ed Herbie Blash, rilasciano un comunicato in cui anticipano la revisione di alcune regole durante questo regime, argomento di discussione nei futuri incontri con i piloti.
La FIA elegge presidente della Commissione monoposto dell'organo mondiale Gian Carlo Minardi, imprenditore italiano nato a Faenza e fondatore dell'ex team di Formula 1 Minardi, sostituito dalla Scuderia Toro Rosso nel campionato 2006 e nota a partire dal 2020 come Scuderia AlphaTauri. Un altro italiano, Simone Resta, attuale direttore tecnico della scuderia statunitense Haas, riceve il premio della seconda edizione del Confartigianato Motori di Imola, sua città natale, alla vigilia della gara. Il pilota cinese dell'Alfa Romeo, Zhou Guanyu, debutta sul circuito di Imola per la prima volta nella massima categoria, dopo avere corso in alcune categorie minori nel 2015 e 2016. L'italiano Gianluca Romani, specialista nel campo dell'aerodinamica, approda in Ferrari dopo avere trascorso tre anni con la Mercedes alla vigilia della gara. Il pilota spagnolo Carlos Sainz Jr. rinnova il contratto con la squadra fino al 2024.
La Pirelli, fornitore unico degli pneumatici, annuncia le date relative allo sviluppo degli pneumatici per il campionato successivo. Il 26 e 27 aprile, dopo la disputa di questo Gran Premio, a Imola AlphaTauri, Alfa Romeo, Alpine e Ferrari; il 24 giugno, dopo la disputa del ritorno a distanza di due stagioni del Gran Premio del Canada, al Mugello la Ferrari; il 12 e 13 luglio, dopo il Gran Premio d'Austria, al Red Bull Ring McLaren, Williams, Red Bull e Alpine; il 2 e 3 agosto, dopo il Gran Premio d'Ungheria, Mercedes e Aston Martin; il 13 settembre, dopo il Gran Premio d'Italia, a Monza la Red Bull.
La FIA pubblica le linee guida, valide a partire dalla prima gara della stagione in Bahrein, che tutti i piloti devono seguire in fase di sorpasso per evitare di incorrere in investigazioni da parte dei commissari. In caso di sorpassi sia all'interno che all'esterno, affinché una vettura che sta per subire un sorpasso dia uno spazio sufficiente alla monoposto che sta per superare, quest’ultima deve avere una porzione significativa al fianco dell’auto che sta affrontando in fase di sorpasso. Queste linee guida vengono applicate anche per i sorpassi nelle chicane e nelle curve a S.
Il circuito di Imola viene premiato dalla Federazione con tre stelle per la sostenibilità ambientale, il più alto livello ottenibile.
Per questo Gran Premio, come il precedente, la FIA designa il tedesco Niels Wittich quale direttore di gara. L'ex pilota di Formula 1 Mika Salo è nominato commissario aggiunto. Il finlandese ha svolto in passato, in diverse occasioni, tale funzione, l'ultima al Gran Premio di Abu Dhabi 2020. È la casa automobilistica inglese Aston Martin, come nella gara precedente, a fornire la safety car e la medical car.

## Prove

### Resoconto
La sessione del venerdì si tiene su pista bagnata, con la pioggia che costringe gli organizzatori anche a posticipare l'inizio della sessione stessa. Le prime due posizioni sono state conquistate dai piloti della Ferrari, con Charles Leclerc che precede Carlos Sainz Jr. di otto decimi. Il monegasco è stato l'unico pilota che sia riuscito a completare un giro in meno di un minuto e trenta secondi.
Le due vetture italiane hanno scavato un profondo solco, rispetto ai tempi dei concorrenti. Max Verstappen è terzo, ma staccato di quasi un secondo e mezzo. Alle spalle del campione del mondo si sono portate le due Haas, che hanno preceduto l'altro pilota della Red Bull Racing, il messicano Sergio Pérez. La sessione è stata caratterizzata da molti errori di guida, provocati dalle difficili condizioni della pista, anche se, nel corso della stessa, i piloti hanno alternato l'uso delle gomme da bagnato estremo a quello delle gomme da bagnato intermedio.
È stato cancellato un tempo dai commissari sportivi a causa dell'esposizione delle doppie bandiere gialle, durante la sessione di prove libere del venerdì. Se l'è visto cancellare Kevin Magnussen.
Prima dell'inizio della sessione di prove libere del sabato, sulla vettura di Kevin Magnussen viene installata la seconda unità relativa al sistema del recupero dell'energia, mentre sulla vettura di Zhou Guanyu la seconda unità relativa all'impianto di scarico. Entrambi i piloti non sono penalizzati sulla griglia di partenza in quanto i nuovi componenti installati rientrano tra quelli utilizzabili nel numero massimo stabilito dal regolamento tecnico. Sulla vettura di Esteban Ocon viene installata la seconda scatola del cambio e la seconda trasmissione. Il pilota francese non è penalizzato sulla griglia di partenza in quanto i nuovi componenti rientrano tra quelli utilizzabili nel numero massimo stabilito dal regolamento tecnico.
George Russell ottiene la miglior prestazione della sessione del sabato. Le Mercedes hanno affrontato la sessione con gomme morbide e poco carburante, per simulare al meglio le condizioni che verranno trovate nella Sprint del pomeriggio. A 81 millesimi dal britannico si è piazzato Sergio Pérez. Alle loro spalle si è classificato Leclerc, che ha preceduto l'altra Mercedes, quella di Hamilton.
Non hanno effettuato giri, per problemi tecnici, sia Valtteri Bottas, che dovrà sostituire il telaio, che Daniel Ricciardo. Anche l'altro pilota della McLaren, Lando Norris, ha potuto effettuare pochi giri, stante la necessità dei suoi meccanici di risolvere un guasto all'impianto frenante.

### Risultati
Nella sessione del venerdì si è avuta questa situazione:
| Pos | Nº | Pilota           | Costruttore          | Tempo    | Gap    | Giri |
| --- | -- | ---------------- | -------------------- | -------- | ------ | ---- |
| 1   | 16 | Charles Leclerc  | Ferrari              | 1'29"402 |        | 24   |
| 2   | 55 | Carlos Sainz Jr. | Ferrari              | 1'30"279 | +0"877 | 25   |
| 3   | 1  | Max Verstappen   | Red Bull Racing-RBPT | 1'30"867 | +1"465 | 21   |

Nella sessione del sabato si è avuta questa situazione:
| Pos | Nº | Pilota          | Costruttore          | Tempo    | Gap    | Giri |
| --- | -- | --------------- | -------------------- | -------- | ------ | ---- |
| 1   | 63 | George Russell  | Mercedes             | 1'19"457 |        | 32   |
| 2   | 11 | Sergio Pérez    | Red Bull Racing-RBPT | 1'19"538 | +0"081 | 33   |
| 3   | 16 | Charles Leclerc | Ferrari              | 1'19"740 | +0"283 | 35   |

## Qualifiche

### Resoconto
Prima dell'inizio delle qualifiche, sulla vettura di Max Verstappen e Carlos Sainz Jr. viene installata la seconda scatola del cambio e la seconda trasmissione. Entrambi i piloti non sono penalizzati sulla griglia di partenza in quanto i nuovi componenti rientrano tra quelli utilizzabili nel numero massimo stabilito dal regolamento tecnico.
La pista si presenta umida, in qualche punto, all'inizio delle qualifiche. Lewis Hamilton opta per le gomme da bagnato intermedio, ma avvisa subito la scuderia che la pista può essere affrontata con gomme slick. Il britannico chiude in 1'27"214, seguito dal compagno di team George Russell, battuto, poco dopo, dai tempi delle due Alfa Romeo. L'arrivo dei piloti che hanno già montato gomme da asciutto ribalta la classifica: Lance Stroll ferma i cronometri sull'1'23"419, facendo meglio anche di Max Verstappen, che ha affrontato il suo primo tentativo con le intermedie.
La sessione viene interrotta dalla bandiera rosse, dopo un principio d'incendio scatenatosi sul freno posteriore destro della Williams di Alexander Albon. Prima che il pilota thailandese possa fermare la sua monoposto vi è anche un'esplosione di un mozzo. Stante la necessità di ripulire la pista dai detriti, la direzione di gara interrompe la sessione, quando mancano 12 minuti al termine della stessa. Alla ripartenza tutti i piloti montano gomme morbide, con Stroll che migliora, in 1'22"556, battuto da Fernando Alonso (1'21"363). Il tempo dello spagnolo non viene battuto da Verstappen, ma da Lando Norris. A sua volta, il rilievo del pilota della McLaren viene battuto dalle due Ferrari: Sainz Jr. segna 1'20"319 e Leclerc 1'20"590.
Verstappen si inserisce tra le Ferrari, mentre Stroll risale in quinta posizione, davanti ad Alonso. Le Mercedes si trovano in difficoltà, con Hamilton che riesce a risalire in settima posizione, prima di essere preceduto dal suo compagno di scuderia. Meglio fa Daniel Ricciardo, che è quarto, e Pérez, che s'intercala tra l'australiano e Norris. Il britannico ritorna in testa alla classifica (1'20"168), prima dell'arrivo di Leclerc, primo pilota a scendere sotto il minuto e venti secondi. Sainz Jr. si ferma a soli 15 millesimi dal tempo del monegasco. Poco dopo lo spagnolo è capace di issarsi in vetta (1'19"305).
Quando mancano solo due minuti al termine della prima fase le due Mercedes sono a rischio eliminazione. Nel frattempo Verstappen fa meglio del tempo di Sainz Jr., e Zhou Guanyu risale quarto. Russell s'inserisce in undicesima posizione, con Hamilton che è quattordicesimo. Il passaggio alla Q2 delle due vetture tedesche è favorito da problemi tecnici sull'Alpine di Esteban Ocon, che non riesce a ritornare sul circuito, nella parte finale della sessione. Le due Mercedes sono comunque capaci di migliorarsi, così come Leclerc, che strappa il miglior tempo di sessione. Vengono eliminati i due piloti dell'AlphaTauri, i due della Williams e il già citato Ocon.
L'imminente arrivo della pioggia sul tracciato consiglia le scuderie a inviare al più presto in pista le vetture. Sainz Jr. fa segnare il primo tempo di riferimento in 1'18"990, davanti a Mick Schumacher. Norris si pone tra i due, a tre decimi dal tempo del ferrarista. Anche Vettel fa meglio del suo connazionale della Haas e sale terzo. In seguito Alonso e Magnussen salgono, rispettivamente, al quarto e quinto posto. Verstappen, con 1'18"793, scala in prima posizione. Pérez risale quarto, battendo il tempo di Leclerc, quinto. Poco dopo la sessione viene nuovamente interrotta, per l'uscita di pista di Sainz Jr. alla Rivazza.
Quando la sessione viene ripresa, dopo che i commissari sono riusciti a spostare la monoposto dello spagnolo, la pioggia diventa intensa, tanto da non permettere a nessun pilota a provare a migliorare i tempi. Alcuni piloti affrontano, nei minuti finali, la pista bagnata, solo per testarne la condizione, in vista della Q3. Non accedono alla fase finale i due piloti della Mercedes, Schumacher, Zhou e Stroll.
In Q3 Leclerc comunica al muretto che la pista risulta più secca di quanto atteso. Il monegasco non riesce però a completare il suo primo giro veloce, in quanto i commissari espongono presto la bandiera rossa, per un'uscita di pista di Kevin Magnussen alle Acque Minerali. Il danese, dopo un'escursione sulla ghiaia, riesce a non danneggiare la sua vettura contro le barriere, e può riprendere la pista, tanto che la sessione è ripresa dopo pochissimo tempo, quando mancano meno di nove minuti al suo termine. Alonso fa un buon tempo nel primo settore, ma sporca la sua prestazione con un errore, così come Pérez. Magnussen, protagonista dell'uscita di pista poco prima, si pone al comando (1'30"035), davanti a Bottas. Norris è più rapido, abbassando il limite in 1'29"968. Ricciardo fa meglio del suo compagno di scuderia, prima che Leclerc chiuda in 1'28"778. Verstappen, giunto al traguardo pochi istanti dopo, è staccato di soli 20 millesimi.
Magnussen risale terzo, davanti ad Alonso: entrambi vengono però nuovamente battuti da Norris. L'Alfa Romeo di Bottas sconta dei problemi tecnici, poco dopo le Acque Minerali; il finlandese parcheggia la monoposto a bordo pista. La direzione di gara espone le bandiere gialle, che però non impediscono a Verstappen, che segue da vicino Bottas, di battere il tempo di Leclerc. Pochi istanti dopo che l'olandese ha chiuso il giro, la direzione di gara interrompe la sessione con bandiera rossa.
Essa viene rilanciata, quando mancano poco meno di tre minuti al termine. Le condizioni di pista, pur con la minaccia di una pioggia più insistente, sembrano simili a quelle presenti al momento dell'interruzione. Nessuno, però, è in grado di migliorare, in quanto Norris esce alle Acque Minerali, fermando la sua vettura nella ghiaia. La direzione è costretta, per l'ennesima volta, a interrompere la sessione con bandiera rossa. Mancando solo una manciata di secondi alla bandiera a scacchi, la Q3 non viene quindi ripresa.
Verstappen ottiene la sua quattordicesima pole position in carriera, davanti a Leclerc, e lo stesso Norris. Per la Red Bull è la settantacinquesima partenza al palo in Formula 1, mentre per il team statunitense Haas è il miglior risultato in qualifica sin dal debutto nella categoria nella stagione 2016, grazie al quarto posto di Kevin Magnussen. La Mercedes non riesce a qualificare almeno una vettura in Q3 per la prima volta dal Gran Premio del Giappone 2012, dopo una striscia di 187 gare. La sessione è stata caratterizzata da cinque bandiere rosse, il numero più alto da quando l'attuale format è stato introdotto nella stagione 2006. Il precedente record fu appannaggio del Gran Premio d'Ungheria 2016 e del Gran Premio d'Azerbaigian 2021 dove le qualifiche videro quattro bandiere rosse.
Sono stati quattro i tempi cancellati dai commissari sportivi per avere superato i limiti della pista, durante le qualifiche. Si sono visti cancellare il tempo Mick Schumacher alla curva 14, Sergio Pérez alla curva 2, Fernando Alonso alla curva 13 e Sebastian Vettel alla curva 2. L'Aston Martin è stata multata di 900 euro dalla Federazione in quanto Lance Stroll ha superato il limite di velocità stabilito nella corsia dei box.

### Risultati
Nella sessione di qualifica si è avuta questa situazione:
| Pos                         | Nº | Pilota           | Costruttore                  | Q1          | Q2       | Q3          | Griglia |
| --------------------------- | -- | ---------------- | ---------------------------- | ----------- | -------- | ----------- | ------- |
| 1                           | 1  | Max Verstappen   | Red Bull Racing-RBPT         | 1'19"295    | 1'18"793 | 1'27"999    | 1       |
| 2                           | 16 | Charles Leclerc  | Ferrari                      | 1'18"796    | 1'19"584 | 1'28"778    | 2       |
| 3                           | 4  | Lando Norris     | McLaren-Mercedes             | 1'20"168    | 1'19"294 | 1'29"131    | 3       |
| 4                           | 20 | Kevin Magnussen  | Haas-Ferrari                 | 1'20"147    | 1'19"902 | 1'29"164    | 4       |
| 5                           | 14 | Fernando Alonso  | Alpine-Renault               | 1'20"198    | 1'19"595 | 1'29"202    | 5       |
| 6                           | 3  | Daniel Ricciardo | McLaren-Mercedes             | 1'19"980    | 1'20"031 | 1'29"742    | 6       |
| 7                           | 11 | Sergio Pérez     | Red Bull Racing-RBPT         | 1'19"773    | 1'19"296 | 1'29"808    | 7       |
| 8                           | 77 | Valtteri Bottas  | Alfa Romeo-Ferrari           | 1'20"419    | 1'20"192 | 1'30"439    | 8       |
| 9                           | 5  | Sebastian Vettel | Aston Martin Aramco-Mercedes | 1'20"364    | 1'19"957 | 1'31"062    | 9       |
| 10                          | 55 | Carlos Sainz Jr. | Ferrari                      | 1'19"305    | 1'18"990 | senza tempo | 10      |
| 11                          | 63 | George Russell   | Mercedes                     | 1'20"383    | 1'20"757 | N.D.        | 11      |
| 12                          | 47 | Mick Schumacher  | Haas-Ferrari                 | 1'20"422    | 1'20"916 | N.D.        | 12      |
| 13                          | 44 | Lewis Hamilton   | Mercedes                     | 1'20"470    | 1'21"138 | N.D.        | 13      |
| 14                          | 24 | Zhou Guanyu      | Alfa Romeo-Ferrari           | 1'19"730    | 1'21"434 | N.D.        | 14      |
| 15                          | 18 | Lance Stroll     | Aston Martin Aramco-Mercedes | 1'20"342    | 1'28"119 | N.D.        | 15      |
| 16                          | 22 | Yuki Tsunoda     | AlphaTauri-RBPT              | 1'20"474    | N.D.     | N.D.        | 16      |
| 17                          | 10 | Pierre Gasly     | AlphaTauri-RBPT              | 1'20"732    | N.D.     | N.D.        | 17      |
| 18                          | 6  | Nicholas Latifi  | Williams-Mercedes            | 1'21"971    | N.D.     | N.D.        | 18      |
| 19                          | 31 | Esteban Ocon     | Alpine-Renault               | 1'22"338    | N.D.     | N.D.        | 19      |
| Tempo limite 107%: 1'24"311 |    |                  |                              |             |          |             |         |
| NQ                          | 23 | Alexander Albon  | Williams-Mercedes            | senza tempo | N.D.     | N.D.        | 20      |

In grassetto sono indicate le migliori prestazioni in Q1, Q2 e Q3.

## Sprint

### Resoconto
Tutti i piloti utilizzano, per la gara Sprint, gomme a mescola morbida, a eccezione di Nicholas Latifi e del duo della Haas, che montano gomme a mescola media.
Alla partenza Charles Leclerc prende il comando della gara veloce, davanti a Max Verstappen, che deve guardarsi anche dall'attacco di Lando Norris. Alle loro spalle ci sono Kevin Magnussen, Sergio Pérez, Daniel Ricciardo, Fernando Alonso e Carlos Sainz Jr.. Nelle retrovie c'è un contatto tra Zhou Guanyu e Pierre Gasly: il pilota cinese termina contro le barriere. La necessità di evacuare in sicurezza la monoposto costringe la direzione di gara a inviare in pista la vettura di sicurezza.
Alla ripartenza le posizioni rimangono congelate, mentre i commissari ammoniscono Magnussen, esponendogli la bandiera bianca e nera, per avere zigzagato in rettilineo. Al settimo giro Sainz Jr. passa Alonso, mentre, un giro dopo, Pérez prende la quarta posizione a Magnussen, che sembra non essere competitivo con le gomme medie. Al comando della gara Leclerc coglie per un paio di volte di fila il miglior tempo sul giro, riuscendo a scavare un piccolo margine su Verstappen.
Nel corso dell'undicesimo giro Pérez prosegue la sua rimonta, superando Norris, mentre l'altro pilota della McLaren, Ricciardo, sorpassa Magnussen. Il danese prosegue nel perdere posizioni nel giro successivo, quando viene superato anche da Sainz Jr.. Al quattordicesimo passaggio Sainz Jr. prende la posizione a Ricciardo, mentre anche Alonso subisce l'esposizione della bandiera bianco e nera, per essersi difeso in maniera non consona su Valtteri Bottas. Il finlandese, al sedicesimo giro, riesce comunque a prendere allo spagnolo l'ottava posizione.
La lotta per la prima piazza si fa più intensa, con Verstappen capace di ridurre considerevolmente il suo distacco da Leclerc, penalizzato dal graining dei suoi pneumatici. Al diciannovesimo giro Sainz Jr. passa anche Norris, salendo quarto, mentre Bottas prende a Magnussen la settima posizione. Verstappen attende il penultimo giro per passare Leclerc, alla prima staccata. Il monegasco cerca di rimanere vicino al pilota della Red Bull Racing, non riuscendo a mantenerne il ritmo. Max Verstappen si aggiudica, così, la prima Sprint della stagione.
La prima fila del Gran Premio è la stessa di quella delle qualifiche del giorno precedente. È la prima volta, da quando la Sprint è stata introdotta nel campionato precedente, che si verifica un cambio di posizione del leader solamente dopo il primo giro della stessa. La seconda posizione di Charles Leclerc rappresenta per la Ferrari la partenza in prima fila sul circuito di Imola per la prima volta dal Gran Premio di San Marino 2006 con Michael Schumacher. Il team statunitense Haas presenta due vetture nei primi dieci posti in griglia di partenza per la prima volta dal Gran Premio del Brasile 2019. Mick Schumacher, concludendo al decimo posto, parte dalla posizione più alta in griglia in carriera.
Al termine della Sprint, i meccanici dell'Alfa Romeo modificano la vettura di Zhou Guanyu durante il regime di parco chiuso a seguito della collisione con Pierre Gasly. Il pilota cinese viene convocato dai commissari sportivi. Zhou viene autorizzato alla partenza del Gran Premio, ma dalla pit lane.

### Risultati
I risultati della Sprint sono i seguenti:
| Pos | Nº | Pilota           | Costruttore                  | Giri | Tempo/Ritiro            | Griglia | Punti | Griglia |
| --- | -- | ---------------- | ---------------------------- | ---- | ----------------------- | ------- | ----- | ------- |
| 1   | 1  | Max Verstappen   | Red Bull Racing-RBPT         | 21   | 30'39"567               | 1       | 8     | 1       |
| 2   | 16 | Charles Leclerc  | Ferrari                      | 21   | +2"975                  | 2       | 7     | 2       |
| 3   | 11 | Sergio Pérez     | Red Bull Racing-RBPT         | 21   | +4"721                  | 7       | 6     | 3       |
| 4   | 55 | Carlos Sainz Jr. | Ferrari                      | 21   | +17"578                 | 10      | 5     | 4       |
| 5   | 4  | Lando Norris     | McLaren-Mercedes             | 21   | +24"561                 | 3       | 4     | 5       |
| 6   | 3  | Daniel Ricciardo | McLaren-Mercedes             | 21   | +27"740                 | 6       | 3     | 6       |
| 7   | 77 | Valtteri Bottas  | Alfa Romeo-Ferrari           | 21   | +28"133                 | 8       | 2     | 7       |
| 8   | 20 | Kevin Magnussen  | Haas-Ferrari                 | 21   | +30"712                 | 4       | 1     | 8       |
| 9   | 14 | Fernando Alonso  | Alpine-Renault               | 21   | +32"278                 | 5       |       | 9       |
| 10  | 47 | Mick Schumacher  | Haas-Ferrari                 | 21   | +33"773                 | 12      |       | 10      |
| 11  | 63 | George Russell   | Mercedes                     | 21   | +36"284                 | 11      |       | 11      |
| 12  | 22 | Yuki Tsunoda     | AlphaTauri-RBPT              | 21   | +38"298                 | 16      |       | 12      |
| 13  | 5  | Sebastian Vettel | Aston Martin Aramco-Mercedes | 21   | +40"177                 | 9       |       | 13      |
| 14  | 44 | Lewis Hamilton   | Mercedes                     | 21   | +41"459                 | 13      |       | 14      |
| 15  | 18 | Lance Stroll     | Aston Martin Aramco-Mercedes | 21   | +42"910                 | 15      |       | 15      |
| 16  | 31 | Esteban Ocon     | Alpine-Renault               | 21   | +43"517                 | 19      |       | 16      |
| 17  | 10 | Pierre Gasly     | AlphaTauri-RBPT              | 21   | +43"794                 | 17      |       | 17      |
| 18  | 23 | Alexander Albon  | Williams-Mercedes            | 21   | +48"871                 | 20      |       | 18      |
| 19  | 6  | Nicholas Latifi  | Williams-Mercedes            | 21   | +52"017                 | 18      |       | 19      |
| Rit | 24 | Zhou Guanyu      | Alfa Romeo-Ferrari           | 0    | Collisione con P. Gasly | 14      |       | PL      |

## Gara

### Resoconto
Prima della gara, sulla vettura di Zhou Guanyu viene installata la seconda scatola del cambio e la seconda trasmissione. Il pilota cinese dell'Alfa Romeo non è penalizzato sulla griglia di partenza in quanto i nuovi componenti rientrano tra quelli utilizzabili nel numero massimo stabilito dal regolamento tecnico e costretto già a partire dalla pit lane dopo le modifiche alla vettura sotto il regime di parco chiuso al termine della Sprint.
La pista si presenta umida alla partenza, con i piloti che montano gomme intermedie. Max Verstappen mantiene il comando della gara al via, favorito anche dalla cattiva partenza di Charles Leclerc, che viene sfilato da Sergio Pérez e Lando Norris. Poco dietro Daniel Ricciardo tocca Carlos Sainz Jr.: i due piloti finiscono nella via di fuga, ma solo il pilota della McLaren può proseguire la gara. La direzione di corsa è costretta a imporre il regime di safety car, per consentire il recupero della Ferrari dello spagnolo.
Alla ripartenza le posizioni di testa rimangono invariate, con Verstappen che porta il suo vantaggio su Pérez a quasi due secondi. Al sesto giro si ritira Fernando Alonso, a causa della rottura di una pancia laterale, danneggiata al via da un contatto con Mick Schumacher. Al settimo passaggio Leclerc passa Norris, mentre Verstappen è capace di allungare sul suo compagno di scuderia. I piloti sono incerti se passare alle gomme da asciutto, visto che le previsioni meteorologiche non escludono l'arrivo della pioggia. Nessuno però rischia il passaggio alle gomme slick. George Russell, al dodicesimo giro, ha la meglio su Kevin Magnussen, alla Variante Alta per il quinto posto, dopo un duello iniziato nel giro precedente. Poche centinaia di metri dopo, alla Rivazza, il danese è passato anche da Valtteri Bottas.
I piloti cercano le chiazze di umido sulla pista per raffreddare le gomme da bagnato intermedio. Al diciassettesimo passaggio Ricciardo è il primo pilota a optare per gomme da asciutto. I tempi dell'australiano spingono presto tutti gli altri a seguire la sua scelta. Pérez si ferma al diciottesimo giro, mentre Verstappen, Leclerc e Norris attendono ancora un giro. Tutti montano gomme medie, con il pit stop della Ferrari non perfetto. Leclerc rientra, comunque, in pista davanti a Pérez che, però, grazie alle gomme già in temperatura, passa subito il ferrarista. Nella girandola dei cambi gomme c'è anche un rischio di contatto tra Esteban Ocon e Lewis Hamilton, con il francese che viene penalizzato di cinque secondi per essere rientrato in corsia al sopraggiungere della monoposto del britannico.
Leclerc tenta, nei giri seguenti, di passare Pérez, sfavorito però dalla decisione della direzione di gara di non permettere l'attivazione del DRS. Anche un errore del messicano alla Variante Alta, al ventottesimo passaggio, non consente a Leclerc di avvicinarsi a sufficienza, per potere attaccare il pilota della Red Bull Racing. A meta gara Verstappen, dopo una serie di giri veloci, amplia il margine su Pérez a 11", mentre Leclerc è a 1"8 dal messicano. Dal trentaquattresimo giro la direzione di gara consente l'uso del DRS. La classifica rimane invariata, almeno nelle prime posizioni, per diversi giri. La pista è asciutta, ma solo nella traiettoria ideale, e questo non consente ai piloti di uscire dalla stessa, per cercare il sorpasso.
Yuki Tsunoda prende l'ottava piazza a Magnussen al quarantasettesimo giro. Due giri dopo Leclerc passa ai box, per montare gomme slick e cercare di attaccare il giro veloce. La scelta è azzardata, tanto che il ferrarista cede la posizione a Norris. Nel giro seguente si ferma anche Pérez, per coprire la mossa di Leclerc. Ancora un giro, e la stessa scelta è fatta anche da Verstappen, che resta comodamente primo. Poco dopo Leclerc passa Norris e si riprende la terza posizione. Il monegasco riesce a riportarsi a meno di un secondo da Pérez, ma, al cinquantatreesimo giro, commette un errore alla Variante Alta e finisce in testacoda. Il monegasco cede diverse posizioni, ed è anche costretto ai box, per montare un nuovo set di gomme e l'ala anteriore, danneggiata dal contatto con le barriere. Rientra in gara nono. Il giro seguente Tsunoda passa anche Sebastian Vettel, ed è sesto. Leclerc, negli ultimi giri, è capace di recuperare alcune posizioni. Passa, nell'ordine, Magnussen, Vettel e Tsunoda, salendo sesto. Sempre negli stessi giri anche Bottas si è avvicinato a Russell, ma non è in grado di prendergli la posizione.
Max Verstappen vince la sua seconda gara stagionale, la ventiduesima in carriera, replicando la vittoria nell'edizione del 2021, e ottenendo in stagione la vittoria ogni qual volta ha visto la bandiera a scacchi, nel Gran Premio d'Arabia Saudita, nella Sprint e nella gara di questo appuntamento, completando la doppietta con Pérez, la diciottesima per la Red Bull. Norris, terzo, completa il podio della gara. Il pilota britannico non aveva mai conquistato due podi consecutivi sullo stesso tracciato. Conquistò lo stesso risultato anche nella precedente edizione della gara. Negli ultimi tre Gran Premi disputati in Italia nel campionato mondiale Norris è sempre salito sul podio. Verstappen ottiene il secondo Grand Chelem (pole position, giro veloce e vittoria del Gran Premio conducendo tutti i giri in testa) in carriera in Formula 1, dopo il Gran Premio d'Austria 2021, e il quarto hat trick (pole position, giro veloce e vittoria). L'olandese è il pilota più giovane di sempre a ottenere due Grand Chelem nella storia della categoria. È il primo Grand Chelem in Formula 1 dove un pilota conquista la prima piazzola sulla griglia di partenza per due volte nello stesso Gran Premio, grazie alla Sprint. Per il team austriaco, che non aveva mai ottenuto punti con entrambe le vetture sul circuito di Imola, è la seconda doppietta nell'era turbo ibrida iniziata nella stagione 2014 dopo il Gran Premio della Malesia 2016, dove a trionfare fu Daniel Ricciardo, seguito proprio da Verstappen. Per la prima volta nella storia della Formula 1 si è verificato un Grand Chelem rappresentato da un pilota e un costruttore diverso per il secondo Gran Premio consecutivo dopo quello ottenuto da Charles Leclerc su Ferrari nel precedente Gran Premio d'Australia. La quinta posizione di Valtteri Bottas rappresenta il miglior risultato per l'Alfa Romeo dal Gran Premio del Brasile 2019 con Kimi Räikkönen al quarto posto. Con Yuki Tsunoda settimo e Pierre Gasly dodicesimo l'AlphaTauri replica il risultato ottenuto nella gara del 2021, con le posizioni dei piloti invertite. L'Aston Martin ottiene i primi punti iridati in stagione. Lewis Hamilton termina al tredicesimo posto, il risultato più basso dal quindicesimo posto ottenuto nel Gran Premio d'Azerbaigian 2021. Il pilota britannico conclude con un giro di ritardo dal vincitore Verstappen per la prima volta dal Gran Premio del Messico 2017. Dopo le prime quattro gare, tutte le dieci squadre hanno conquistato punti validi per la classifica costruttori, occorrenza verificatasi per la prima volta dal campionato 2018.
Sono stati otto i tempi cancellati dai commissari sportivi per avere superato i limiti della pista, durante la gara. Si sono visti cancellare il tempo Mick Schumacher (tre volte, di cui due volte alla curva 14 e una volta alla curva 9), Charles Leclerc alla curva 9, Sebastian Vettel alla curva 14, Nicholas Latifi alla curva 14, Sergio Pérez alla curva 14 e Daniel Ricciardo alla curva 15.

### Risultati
I risultati del Gran Premio sono i seguenti:
| Pos | Nº | Pilota           | Costruttore                  | Giri | Tempo/Ritiro                | Griglia | Punti |
| --- | -- | ---------------- | ---------------------------- | ---- | --------------------------- | ------- | ----- |
| 1   | 1  | Max Verstappen   | Red Bull Racing-RBPT         | 63   | 1h32'07"986                 | 1       | 26    |
| 2   | 11 | Sergio Pérez     | Red Bull Racing-RBPT         | 63   | +16"527                     | 3       | 18    |
| 3   | 4  | Lando Norris     | McLaren-Mercedes             | 63   | +34"834                     | 5       | 15    |
| 4   | 63 | George Russell   | Mercedes                     | 63   | +42"506                     | 11      | 12    |
| 5   | 77 | Valtteri Bottas  | Alfa Romeo-Ferrari           | 63   | +43"181                     | 7       | 10    |
| 6   | 16 | Charles Leclerc  | Ferrari                      | 63   | +56"072                     | 2       | 8     |
| 7   | 22 | Yuki Tsunoda     | AlphaTauri-RBPT              | 63   | +1'01"110                   | 12      | 6     |
| 8   | 5  | Sebastian Vettel | Aston Martin Aramco-Mercedes | 63   | +1'10"892                   | 13      | 4     |
| 9   | 20 | Kevin Magnussen  | Haas-Ferrari                 | 63   | +1'15"260                   | 8       | 2     |
| 10  | 18 | Lance Stroll     | Aston Martin Aramco-Mercedes | 62   | +1 giro                     | 15      | 1     |
| 11  | 23 | Alexander Albon  | Williams-Mercedes            | 62   | +1 giro                     | 18      |       |
| 12  | 10 | Pierre Gasly     | AlphaTauri-RBPT              | 62   | +1 giro                     | 17      |       |
| 13  | 44 | Lewis Hamilton   | Mercedes                     | 62   | +1 giro                     | 14      |       |
| 14  | 31 | Esteban Ocon     | Alpine-Renault               | 62   | +1 giro                     | 16      |       |
| 15  | 24 | Zhou Guanyu      | Alfa Romeo-Ferrari           | 62   | +1 giro                     | PL      |       |
| 16  | 6  | Nicholas Latifi  | Williams-Mercedes            | 62   | +1 giro                     | 19      |       |
| 17  | 47 | Mick Schumacher  | Haas-Ferrari                 | 62   | +1 giro                     | 10      |       |
| 18  | 3  | Daniel Ricciardo | McLaren-Mercedes             | 62   | +1 giro                     | 6       |       |
| Rit | 14 | Fernando Alonso  | Alpine-Renault               | 6    | Danni da incidente          | 9       |       |
| Rit | 55 | Carlos Sainz Jr. | Ferrari                      | 0    | Collisione con D. Ricciardo | 4       |       |

Max Verstappen riceve un punto addizionale per avere segnato il giro più veloce della gara.

## Classifiche mondiali

### Piloti
| Pos | Pilota           | Punti |
| --- | ---------------- | ----- |
| 1   | Charles Leclerc  | 86    |
| 2   | Max Verstappen   | 59    |
| 3   | Sergio Pérez     | 54    |
| 4   | George Russell   | 49    |
| 5   | Carlos Sainz Jr. | 38    |
| 6   | Lando Norris     | 35    |
| 7   | Lewis Hamilton   | 28    |
| 8   | Valtteri Bottas  | 24    |
| 9   | Esteban Ocon     | 20    |
| 10  | Kevin Magnussen  | 15    |
| 11  | Daniel Ricciardo | 11    |
| 12  | Yuki Tsunoda     | 10    |
| 13  | Pierre Gasly     | 6     |
| 14  | Sebastian Vettel | 4     |
| 15  | Fernando Alonso  | 2     |
| 16  | Zhou Guanyu      | 1     |
| 17  | Alexander Albon  | 1     |
| 18  | Lance Stroll     | 1     |

### Costruttori
| Pos | Costruttore                  | Punti |
| --- | ---------------------------- | ----- |
| 1   | Ferrari                      | 124   |
| 2   | Red Bull Racing-RBPT         | 113   |
| 3   | Mercedes                     | 77    |
| 4   | McLaren-Mercedes             | 46    |
| 5   | Alfa Romeo-Ferrari           | 25    |
| 6   | Alpine-Renault               | 22    |
| 7   | AlphaTauri-RBPT              | 16    |
| 8   | Haas-Ferrari                 | 15    |
| 9   | Aston Martin Aramco-Mercedes | 5     |
| 10  | Williams-Mercedes            | 1     |